# Boeing 80
Boeing 80 — американский трёхмоторный пассажирский самолёт 1920-х — 1930-х годов. Model 80 были построены компанией Boeing Airplane Company для собственной авиакомпании Boeing Air Transport, успешно перевозившей авиапочту и пассажиров на регулярных рейсах.

## История

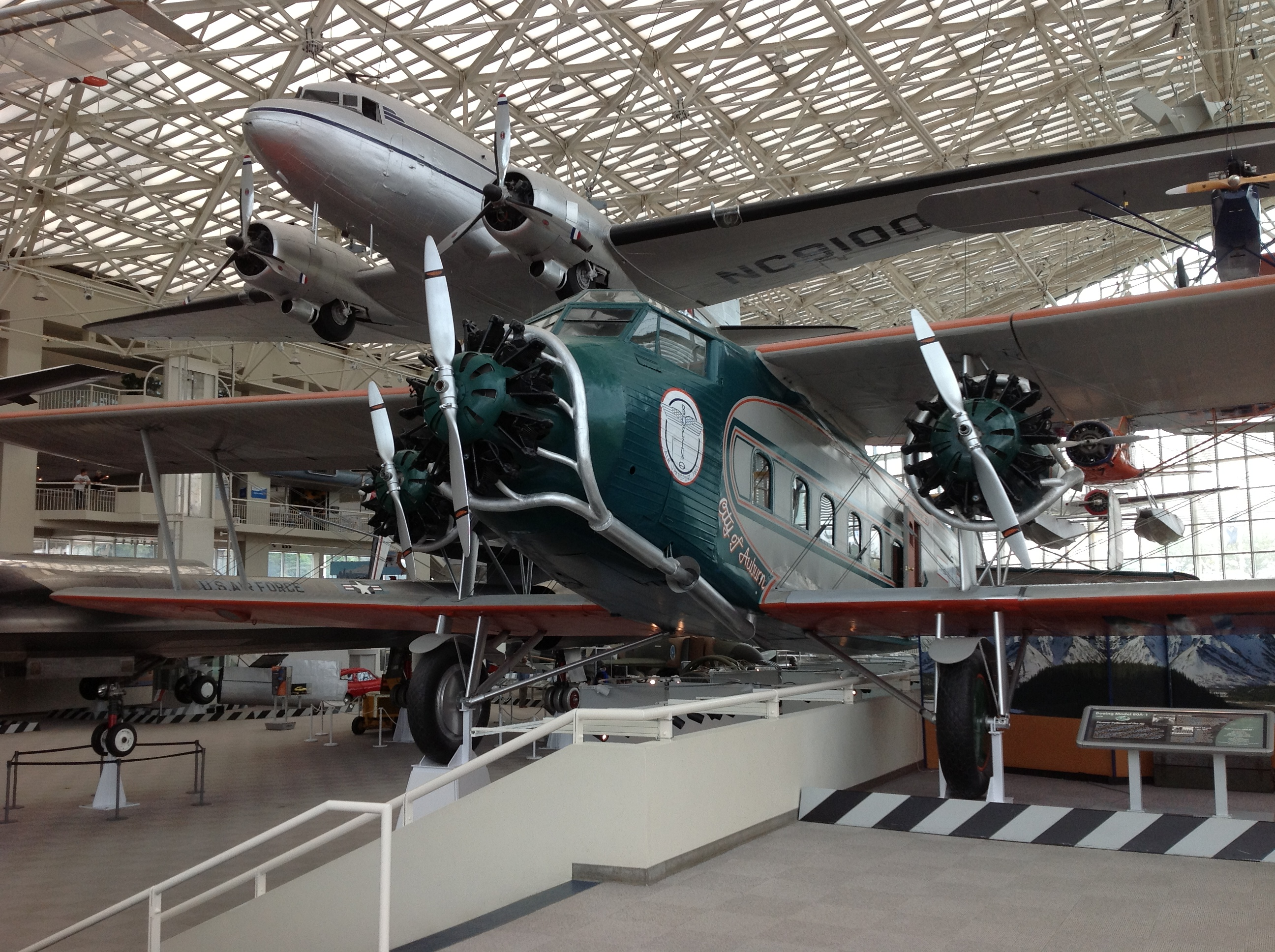
Boeing Model 80A-1 в музее авиации в Сиэтле

Компания Boeing Air Transport была основана 17 февраля 1927 года Уильямом Боингом для выполнения перевозок контрактной авиапочты (англ. Contract Air Mail) между Сан-Франциско и Чикаго (CAM.18) и начала эксплуатацию маршрута 1 июля 1927 года. Первоначально маршрут обслуживался одномоторными бипланами Boeing 40A, которые могли перевозить четырёх пассажиров, что обеспечивало полезное дополнение к субсидируемым доходам от перевозки авиапочты.
Пассажирские перевозки на самолётах Model 40 имели успех, и компания Boeing решила разработать самолёт, предназначенный только для пассажиров. В это время на рынке многомоторных пассажирских самолетов доминировала компания Генри Форда с о своим самолетом Ford Trimotor. Boeing приступила к разработке нового пассажирского самолёта в начале 1928 года, конструкторам была поставлена задача создать более комфортабельный самолет, чем у конкурента. Салон 12-местного самолёта был комфортабельным и просторным. У каждого пассажира было кожаное кресло и индивидуальная лампа для чтения. На самолёте имелись водопровод с горячей и холодной водой, принудительная вентиляция и отопление. Пилотская кабина была закрытой и отделена от пассажирского салона. Но теплоизоляция самолета была недостаточной, несмотря на вентиляцию и отопление салона, зимой пассажиры мерзли, а летом, спасаясь от жары, открывали окна..
Прототип впервые поднялся в воздух в апреле 1928 года. Первый полёт едва не привёл к катастрофе из-за небрежности при сборке. Первый завершённый самолёт Model 80, оснащённый тремя радиальными двигателями Pratt & Whitney Wasp, совершил полёт 27 июля 1928 года. А через две недели Boeing 80 был передан для эксплуатации а авиакомпанию Boeing Air Transport.
Самолёт стал курсировать по маршруту Сан-Франциско—Чикаго, делая по пути остановки в других городах. Полёт продолжался 28 часов и стоил 260 долларов. На протяжении маршрута самолет совершал посадки на аэродромах восьми городов США.
Из-за возрастающего спроса на авиаперелёты в 1929 году была спроектирована увеличенная модель 80А, вмещавшая 18 пассажиров. Эта модель стала первым авиалайнером, на котором появилась стюардесса.
Единственный спасённый со свалки экземпляр Boeing 80 хранится в музее авиации в Сиэтле.

## Эксплуатация
Самолёты Boeing 80 эксплуатировались авиакомпанией Boeing Air Transport с августа 1928 года. Увеличенная модификация 80А поступила в эксплуатацию в сентябре 1929 года.
В мае 1930 года авиакомпания наняла 8 медсестёр из госпиталей во главе с Эллен Черч для работы в качестве бортпроводников на Boeing 80. Они стали первыми стюардессами в мире.
Самолёты Boeing 80 и 80А эксплуатировались Boeing Air Transport до 1934 года, пока не были заменены на Boeing 247.

## Конструкция

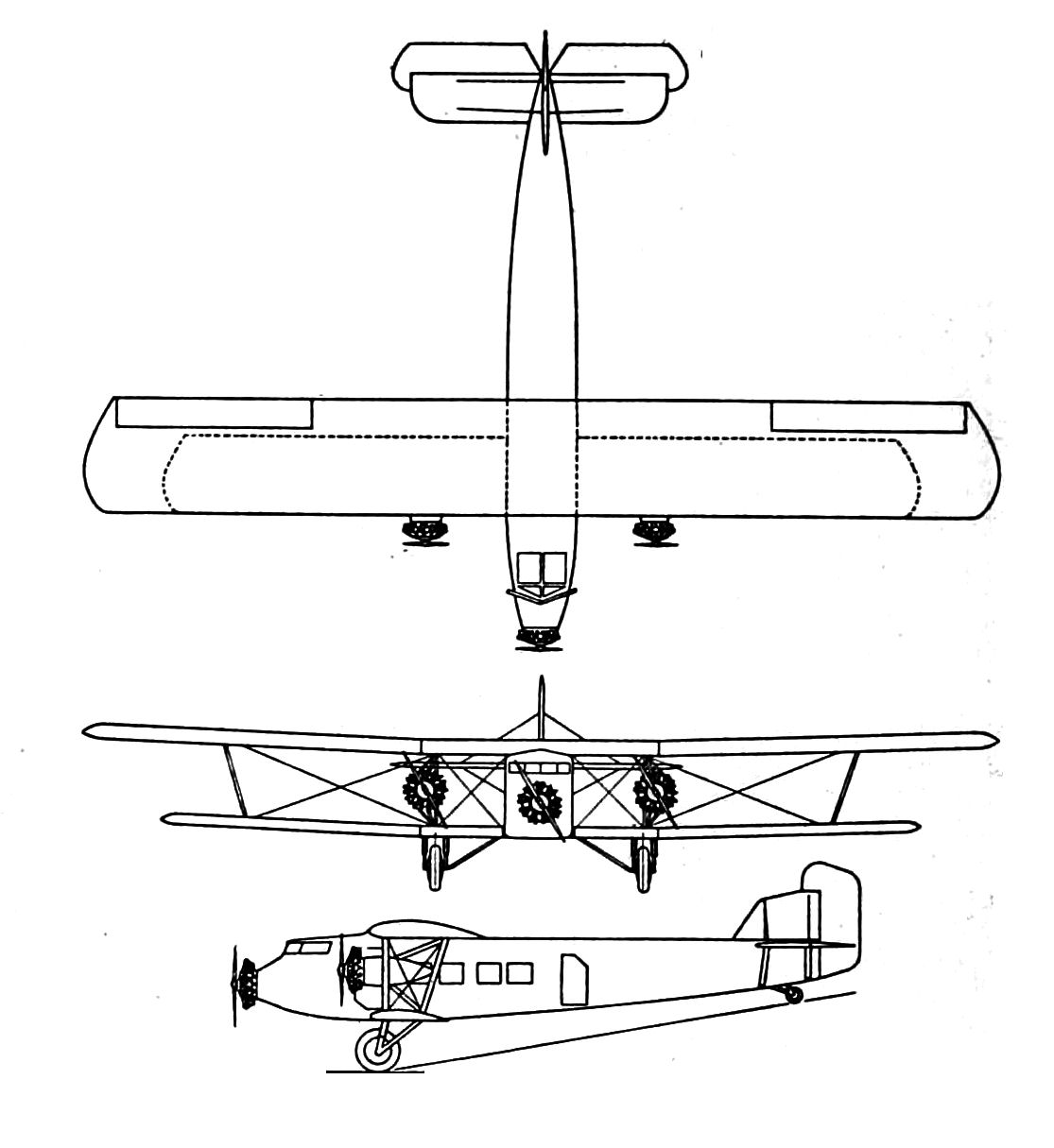
Чертёж Boeing 80

Boeing 80 - трёхмоторный биплан классической схемы смешанной конструкции.
Фюзеляж — прямоугольного сечения. Укреплён металлическим каркасом, обшит полотном. Каркас фюзеляжа пространственная ферма сваренная из стальных труб в передней части и дюралевых труб в хвостовой. В носовой части размещался мотоотсек центрального двигателя, за ним закрытая кабина экипажа, в которой размещались пилот и второй пилот-штурман. Далее, отделенный от пилотской кабины, пассажирский салон. В конце салона туалетная комната с умывальником.
Крыло — неравнокрылый биплан, крылья прямоугольной формы в плане. Размах нижнего крыла меньше, чем верхнего.  Силовой набор  крыла из стальных труб. Обшивка полотно. Центроплан нижнего крыла был интегрирован в конструкцию фюзеляжа. На нижнем центроплане размещались узлы крепления двигателей и узлы подвески шасси. Внешние съемные консоли были деревянными. Деревянные законцовки крыльев были съемными для того, чтобы самолёт мог поместиться в небольшие ангары.
Двигатели — 3 поршневых звезднообразных 9-цилиндровых двигателя воздушного охлаждения; у Boeing 80 — Pratt & Whitney R-1340 Wasp мощностью 425 л.с., у Boeing 80A — Pratt & Whitney R-1860 Hornet B мощностью 575 л.с. Воздушные винты двухлопастные деревянные. Центральный двигатель устанавливался в моторном отсеке в носовой части фюзеляжа. Два других двигателя в мотогондолах на стойках между крыльями.
Шасси — неубираемое трехопорное с хвостовым колесом. Колея колес основных опор была максимально разнесена. На каждой стойке по одному колесу.
Хвостовое оперение - однокилевое (Boeing 80, Boeing 80A) или трехкилевое Boeing 80A-1. Каркас оперения сварной из стальных труб, обшивка полотно. Стабилизатор подкосный.
Управление — с помощью тросов.

## Лётно-технические характеристики
|                            |                             |                                 |
| Параметр                   | Boeing 80                   | Boeing 80A                      |
| Длина, м                   | 16,65                       | 17,22                           |
| Размах крыла, м            | 24,38                       | 24,38                           |
| Высота самолёта, м         | 4,65                        | 4,65                            |
| Площадь крыла, м²          | 113,49                      | 113,49                          |
| Двигатель                  | Pratt & Whitney R-1340 Wasp | Pratt & Whitney R-1860 Hornet B |
| Тяга, лс                   | 3 х (425..600)              | 3 х 575                         |
| Макс. скорость, км/ч       | 205                         | 222                             |
| Крейсерская скорость, км/ч | 184                         | 201                             |
| Дальность полёта, км       | 872                         | 736                             |
| Максимальная высота, м     | 4270                        | 4270                            |
| Вес пустого, кг            | 3470                        | 4800                            |
| Макс. взлётный вес, кг     | 4190                        | 7938                            |